# Homines intelligentiae
De Homines intelligentiae ("mensen van begrip", "verlichten") waren een christelijke sekte die rond 1410 opdook in Brussel. Ze lijken ideeën van vrijgeesterij en adamitisme te hebben gekoesterd, in het geloof dat ze niet langer konden zondigen. Ze werden vervolgd, maar het resultaat is niet bekend, behalve de opsluiting en verbanning van Willem van Hildernisse.

## Geschiedenis
De sekte is nagenoeg uitsluitend bekend via een kerkelijk vonnis van 12 juni 1411, uitgesproken door de Kamerijkse bisschop Pierre d'Ailly. De inquisiteur was Hendrik Selle (Henricus Sellius) uit de priorij van Groenendaal. Tijdens zijn onderzoek werd een schimplied tegen hem gezongen in de straten van Brussel en zou een moord tegen hem zijn beraamd. De karmelietenprior van Brussel Willem van Hildernisse was een van de sekteleiders. Hij toonde zich bereid zijn dwalingen openbaar af te zweren in het bisschoppelijk paleis van Kamerijk, de collegiale Sint-Goedele en het begijnhof van Brussel. Voorts kreeg hij de keuze tussen drie jaar opsluiting in het bisschoppelijk kasteel van Selle (Kamerijk) of een gedwongen verblijf in een karmelietenklooster buiten het bisdom. In 1422 was Hildernisse lector in het karmelietenklooster van Tienen.
Het vonnis biedt een moeilijk te duiden inkijk in de efemere sekte. Ze hield bijeenkomsten in een toren buiten de stadsmuren, toebehorend aan een schepen van Brussel. Als aanstichter werd Aegidius Cantor aangemerkt. Hij was een ongeletterde zestigjarige die niet tot de geestelijkheid behoorde en daarom buiten de bisschoppelijke jurisdictie viel. Nochtans was hij het die het vuur aan de lont had gestoken door zich als profeet op te werpen en universele verlossing te verkondigen. Hij had vernomen van de Heilige Geest dat hij als een driejarig kind was.
Concreet werden de aanhangers 21 ketterse stellingen verweten. Iedereen, jood, heiden of christen, kan in het tijdperk van de Heilige Geest verlost worden (cf. het derde Joachitische tijdperk). Biecht en boetedoening hebben geen effect. De mens kan slechts volbrengen wat God wil en is niet meer in staat om te zondigen. Veel beschuldigingen waren seksueel getint. Cantor zou zich naakt door Brussel hebben begeven terwijl hij op zijn hoofd een vleesschotel naar een arme droeg. Hij praktiseerde een modum specialem coeundi, een speciale manier van geslachtsverkeer die al door Adam beoefend werd in het paradijs (wat dit precies inhield is niet duidelijk). In de geheimspraak van de homines intelligentiae was seks aclivitas. Cantor beweerde dat seks zodanig kon worden bedreven dat het in de ogen van God een gebed werd. Hij zag zich als belast met de taak om het omgekeerde te propageren van de kloostergeloften (kuisheid, gehoorzaamheid en armoede). Er is ook sprake van een oude vrouw, die Seraphin genoemd werd door Cantor. Ze had gezegd dat seks buiten het huwelijk geen zonde was. Een andere volgelinge, die gehuwd was, deelde het bed met mannen en vrouwen.
Al deze feiten werden maar gedeeltelijk erkend door Hildernisse. Op alles wat hemzelf betrof, zoals de vraag of hij vrouwengemeenschap goedkeurde, antwoordde hij ontkennend. Beschuldigingen van seksuele excessen behoorden tot het standaardrepertoire bij kettervervolgingen. Het is goed mogelijk dat hun grote aantal in dit geval een gebrek aan concreet bewijs moest compenseren.

## Speculatie
Allerlei figuren zijn met de sekte in verband gebracht. Ze zou een voortzetting zijn van de leer van Bloemardinne, waarover nauwelijks iets geweten is. Cultuurfilosoof Wilhelm Fränger uitte de hypothese dat de schilder Jeroen Bosch tot de Homines intelligentes heeft behoord. Ook voor deze theorie bestaan geen concrete aanwijzingen.

## Voetnoten
1. ↑  Leonard Willems, "De ketter Willem van Hildernissem en diens verhouding tot Bloemaerdinne", in: Mélanges Paul Frédéricq, Brussel, Lamertin, 1904, blz. 261. Gearchiveerd op 31 juli 2023.
2. ↑  Volgens het vonnis was hij een broeder in Sint Kwintens, Picardië, maar hij is ook geïdentificeerd als Gillis de Cantere uit het Brusselse geslacht Sleeus: zie Emile Varenbergh, "Gilles De Leeuw" , in: Biographie nationale de Belgique, deel VII, kol. 771-772
3. ↑  "Item delatum est domino meo Camaracensi quod Aegidius habet modum specialem coeundi, non contra naturam, quali dicit Adam in paradiso fuisse usum; qualem modum praedictus frater Wilhelmus non sequitur. Hic dico quod verum est in quantum me tangit, licet Aegidius per suspicionem suam aliquibus contrarium dixit, qui etiam ad innocentiam paradisi nunquam pervenit. Quod per famam contra dictum Aegidium laborantem credo verum."
4. ↑  "Item sibi invicem idioma fabricantes, actum carnalis copulae vocant delectationem paradisi vel alio nomine aclivitatem. Et sic de tali actu libidinoso, aliis non intelligentibus, bene loquuntur."
5. ↑  Robert E. Lerner, The Heresy of the Free Spirit in the Later Middle Ages, University of Notre Dame Press, 1972, blz. 157-163
6. ↑  Das Tausendjährige Reich, Coburg, 1947; Castrum Peregrini, deel XXXII, Den Haag, 1957-58